# Cropia albiclava
Cropia albiclava là một loài bướm đêm trong họ Noctuidae.